# Richeza de Berg
Richeza de Berg (c. 1095-27 de septiembre de 1125) fue la esposa de Vladislao I de Bohemia y duquesa de Bohemia. Era hija del conde Enrique I de Berg y su esposa Adelaida de Mochental.
Richenza se casó con Vladislao antes de 1111, su hermana Sofía de Berg se casó con otro Přemyslid, Otón II el Negro, en 1114. La tercera hermana, Salomé de Berg, se casó con el duque Boleslao III de Polonia en 1115.
En 1125 el moribundo Vladislao I eligió a su pariente Otón II el Negro como su sucesor, lo que fue también el deseo de su esposa Richeza. Gracias a la intervención de su madre Świętosława cambió de opinión, y Vladislao se reconcilió con su hermano Soběslav.
Tras la muerte de Vladislao, la decepcionada Richeza quería entrar en el monasterio de Zwiefalten, pero murió en el camino el 27 de septiembre de 1125. Está enterrada en Reichenbach.

## Descendencia
Tuvieron cuatro hijos:
- Svatava Lutgarda
- Ladislao II de Bohemia (c.1110-18 de enero de 1174), Rey de Bohemia
- Teobaldo I de Jamnitz  ( ¿?- agosto de 1167)
- Enrique Przemyślida